# Worcester City
Worcester City (offiziell: Worcester City Football Club) ist ein englischer Fußballklub aus Worcester in der Grafschaft Worcestershire.

## Geschichte
Worcester City entstand im September 1902 und übernahm dabei den Ligaplatz des von finanziellen Problemen geplagten ebenfalls in Worcester ansässigen Klubs Berwick Rangers in der Birmingham & District League. Ein zweiter Verein namens Worcester Rovers, der gelegentlich ebenfalls als Vorgängerverein benannt wird, hatte bereits zwei Jahre zuvor seinen Spielbetrieb eingestellt. Der Verein etablierte sich schnell als einer der führenden Klubs in Worcestershire und gewann zwischen 1908 und 1914 den Worcestershire Senior Cup sieben Mal in Folge, 1914 gelang zudem die erste von vier Meisterschaften in der Birmingham & District League. 1938 wechselte man in die Southern Football League. Nach dem Zweiten Weltkrieg stellte sich der Klub insgesamt 16-mal zur Wahl um Aufnahme in die Football League, blieb dabei aber stets erfolglos.

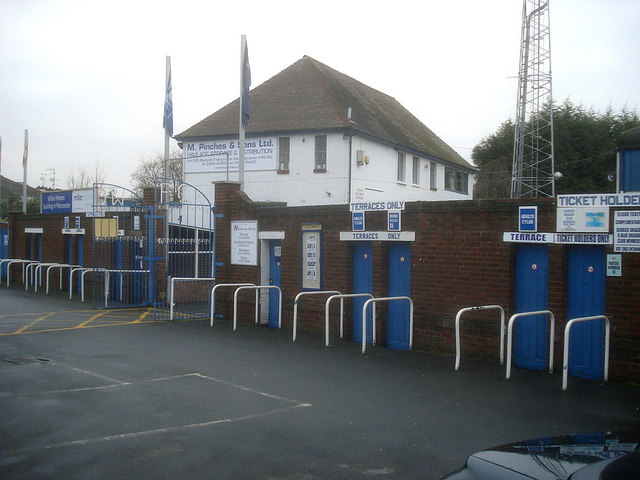
Eingangsbereich der St George’s Lane (2009)

Im FA Cup, an dessen Hauptrunden der Verein bis 2018 16-mal teilgenommen hat, sorgte man in der Saison 1958/59 für Aufsehen, als nach Erfolgen über den Viertligisten FC Millwall (5:2) und den Zweitligisten FC Liverpool (2:1) erst in der vierten Runde gegen den Erstligisten Sheffield United durch eine 0:2-Niederlage das Aus kam. Die 17.042 Zuschauer in der völlig überfüllten St George’s Lane sind bis heute gültiger Zuschauerrekord für ein Heimspiel von Worcester City. In der Southern League gelang 1979 mit dem Gewinn der Meisterschaft der größte Erfolg, dadurch gelang auch die Qualifikation für die 1979 ins Leben gerufene Alliance Premier League, der höchsten Spielklasse im Non-League football. 1985 stieg Worcester wieder in die Southern League ab, 2004 wurde der Verein Gründungsmitglied der Conference North. Worcester hielt sich bis 2017 in der sechsthöchsten englischen Spielklasse, bevor man erneut auf einem Abstiegsplatz stand. Aus finanziellen Gründen verzichtete der Klub auf seinen Startplatz in der Southern League und wurde in der neuntklassigen Midland Football League eingeordnet. Seit dem Verkauf der St George’s Lane 2013 verfügt der Verein über keine eigenes Stadion mehr, Pläne für einen Neubau wurden bislang nicht realisiert. Von 2013 bis 2016 spielte der Verein daher im 20 Kilometer von Worcester entfernten Aggborough Stadium, der Heimat der Kidderminster Harriers. Von 2016 bis 2020 spielte der Verein im Victoria Ground in Bromsgrove, anschließend gelang durch eine Vereinbarung mit der Worcestershire FA über eine langfristige Pacht der Claines Lane die Rückkehr nach Worcester.